# Alelická interakce
Alelická interakce je interakce mezi alelami jednoho nebo více genů, které mají vliv na výslednou podobu znaku.
Mezi alelami jednoho (i vícero) různých genů mohou existovat často i nesmírně složité interakce. Jednotlivé alely se tak mohou projevovat nezávisle, nebo mohou potlačovat, měnit, či podporovat si navzájem svůj fenotypový projev. Obvykle zkoumáme znaky kvalitativní. Vyskytují se samozřejmě i u genů pro kvantitativní znaky (znaky kódované velkým množstvím genů), nicméně tam se špatně zkoumají a ještě hůře vysvětlují. Navíc je jejich význam u kvantitativních znaků obecně menší.

## Interakce mezi alelami jednoho genu
Rozlišujeme několik typů takových interakcí:
- Úplná dominance
- Neúplná dominance
- Kodominance
- Superdominance

### Úplná dominance a úplná recesivita
Úplná dominance a úplná recesivita vzniká na základě existence úplně dominantní alely a alely úplně recesivní. Uvažujeme-li lokus, pro který existují jen dvě možné alely (A, a), existují u diploidního jedince 3 možné genotypy. Za prvé mohou být obě alely úplně dominantní. Označíme-li je písmenem A, výsledný fenotypový projev bude projevem alely úplně dominantní, čili A. Za druhé, budou-li obě alely úplně recesivní, můžeme je označit písmenem a. Výsledný fenotypový projev pak bude projevem alely a. Za třetí, bude-li jedna alela úplně dominantní (A) a druhá úplně recesivní (a), alela A potlačí fenotypový projev alely a. Výsledný fenotypový projev bude projevem alely A.
Při úplné dominanci tedy nemůžeme odlišit heterozygota (= diploidní jedinec, který má daný gen zakotven 2 různými alelami) od dominantního homozygota (= diploidní jedinec, který má daný gen zakotven 2 stejnými, dominantními alelami). Všichni jedinci s genotypy AA a Aa tak jsou v daném znaku stejní. Například je-li alela A alelou pro červenou barvu květu a alela a pro bílou barvu květu, pak všichni jedinci AA, Aa mají výsledný projev znaku barvy červené a všichni jedinci aa mají výsledný fenotypový projev znaku barvy bílé.

### Neúplná dominance a neúplná recesivita
Neúplně dominantní alela (A) zcela nepotlačí fenotypový projev alely neúplně recesivní (a). To znamená, že alela A se podílí určitou měrou na fenotypovém projevu jako alela a. Nicméně alela A se podílí na výsledném projevu znaku větší měrou. Speciálním případem je intermediarita, kdy na výsledném fenotypovém projevu se podílí obě alely A/a stejnou měrou.
Při neúplné dominanci, kdy alela A nese znak pro červenou barvu a alela a nese znak pro bílou barvu, budou heterozygoti rozlišitelní, tzn. rozložení bude následující: jedinec AA-červená barva, jedinec aa-bílá barva a jedinec Aa-růžová barva. Při neúplné dominanci můžeme tedy podle fenotypu rozlišit heterozygota od dominantního homozygota.

### Kodominance
Kodominance se projevuje u heterozygota rovnocenným, paralelním fenotypovým projevem obou alel (obě jsou stejně dominantní), tzn. alely se vzájemně neovlivňují, každá se projevuje fenotypově nezávisle na druhé. Příkladem je krevní skupina AB.

## Interakce mezi alelami více genů
Interakce mezi alelami více genů mohou být také různého druhu:
- Dominantní epistáze
- Recesívní epistáze
- Dvojitá recesívní epistáze
- Kompenzace
- Inhibice